# Aleksandr Karpuchin
Aleksandr Pavlovič Karpuchin (in russo Александр Павлович Карпухин?; Dzeržinskij, 6 maggio 1990) è un ex cestista russo.